# Panamerikanische Spiele 1991/Teilnehmer (Uruguay)
| Gelbes Symbol für Goldmedaillen mit stilisierten Olympischen Ringen | Graues Symbol für Silbermedaillen mit stilisierten Olympischen Ringen | Braundes Symbol für Bronzemedaillen mit stilisierten Olympischen Ringen |
| ------------------------------------------------------------------- | --------------------------------------------------------------------- | ----------------------------------------------------------------------- |
| —                                                                   | 1                                                                     | 2                                                                       |

Uruguay nahm an den XI. Panamerikanischen Spielen 1991 in Havanna, Kuba, mit einer Delegation von 74 Sportlern teil. Acht weitere Sportler, die an den Demonstrationswettbewerben Eiskunstlauf und Pelota mitwirkten, komplettierten das Team.
Die uruguayischen Sportler gewannen im Verlauf der Spiele insgesamt drei Medaillen, davon eine Silberne sowie im Demonstrationswettbewerb Eiskunstlauf zwei Bronzene.

## Teilnehmer nach Sportarten

### Basketball
- Alejandro Costa
- Luis Larrosa
- Juan Blanc
- Hebert Núñez
- Jeffrey Granger
- Horacio Perdomo
- Marcelo Capalbo
- Alvaro Tito
- Gustavo Sczygielski
- Daniel Koster
- Javier Guerra
- Enrique Tucuna

### Bowling
- Casimiro Wojciechowsky

### Fechten
- Américo Fernández

### Gewichtheben
- Germán Tozdjián
- Guzmán Vallejo
- Sergio Lafuente
- Julio Cejas

### Judo
- Leonardo Steffano
- Denisse Rodríguez

### Kanu
- Enrique Leite
- José Luis Umpiérrez

### Leichtathletik
- Estela Abel
- Claudia Acerenza
- Soledad Acerenza
- Waldemar Cotelo
- Inés Justet
- Margarita Martirena
- Ricardo Vera
3000 Meter Hindernis: 2. Platz (Silber) 8:36,83 Min.[1]

### Radsport
- José Maneiro
- Fernando Britos
- Hugo Cabrera
- Gustavo Figueredo
- Sergio Tesitore

### Ringen
- William Fernández
- Willian Bouza

### Rudern
- Federico Aire
- Leonardo Aire
- Marcelo Caulin
- Mauricio Laborda
- Fernando Machín
- Gastón Maneiro
- Cosme Posse
- Jesús Posse
- Marcelo Sancristóbal
- Rúben Scarpatti
- Martín Simoncelli
- Marcelo A. Trigo

### Schießen
- Gustavo Cadarso
- César Fernández
- Aldo Golín
- Eduardo Pin
- Fernando Richieri
- Felipe Trovato
- Eduardo Villalba

### Schwimmen
- Serrana Fernández
- Erika Graf
- Adriana Islas
- Sergio Butteri
- Germán De Giobbi
- Javier Golovchenko
- Gustavo Gorriarán
- Alvaro Goyenola
- Carlos Scanavino

### Segeln
- Gabriel Faggi
- Nicolás González
- Alvaro Robaina
- Alvaro Bermúdez

### Skating
- Alejandro Bayarres

### Synchronschwimmen
- Ximena Pardiñas

### Taekwondo
- Julio Carbajal

### Tennis
- Patricia Miller

### Tischtennis
- Ignacio Rodríguez

### Turnen
- Dolores Capurro

### Eiskunstlauf(Demonstrationswettbewerb)
- Irma Beatriz Hambeck
Figuras: 3. Platz (Bronze)
Langprogramm: 3. Platz (Bronze)

### Pelota(Demonstrationswettbewerbe)
- Sergio Cuitiño
- Esteban Fagalde
- Horacio Guichón
- Jorge Toureilles
- Hugo Péndola
- Carlos Buzzo
- Gustavo Hernández